# Plecotus taivanus
Plecotus taivanus és una espècie de ratpenat de la família dels vespertiliònids. És endèmic de Taiwan. El seu hàbitat natural són els boscos de muntanya, on es refugia en coves, túnels, edificis i arbres. Està amenaçat per la desforestació. El nom específic es refereix a l'illa on viu l'espècie.